# 회색 도시 2 (영화)
"회색 도시 2"는 한국에서 제작된 안재석 감독의 1989년 영화이다. 조상구 등이 주연으로 출연하였고 안재석 등이 제작에 참여하였다.

## 출연

### 주연
- 조상구
- 전세영
- 마석원
- 김춘식
- 조주미

## 기타
- 조명: 이승구
- 녹음: 김병수
- 음향효과: 양대호
- 미술: 김찬석